# 신경정신약물

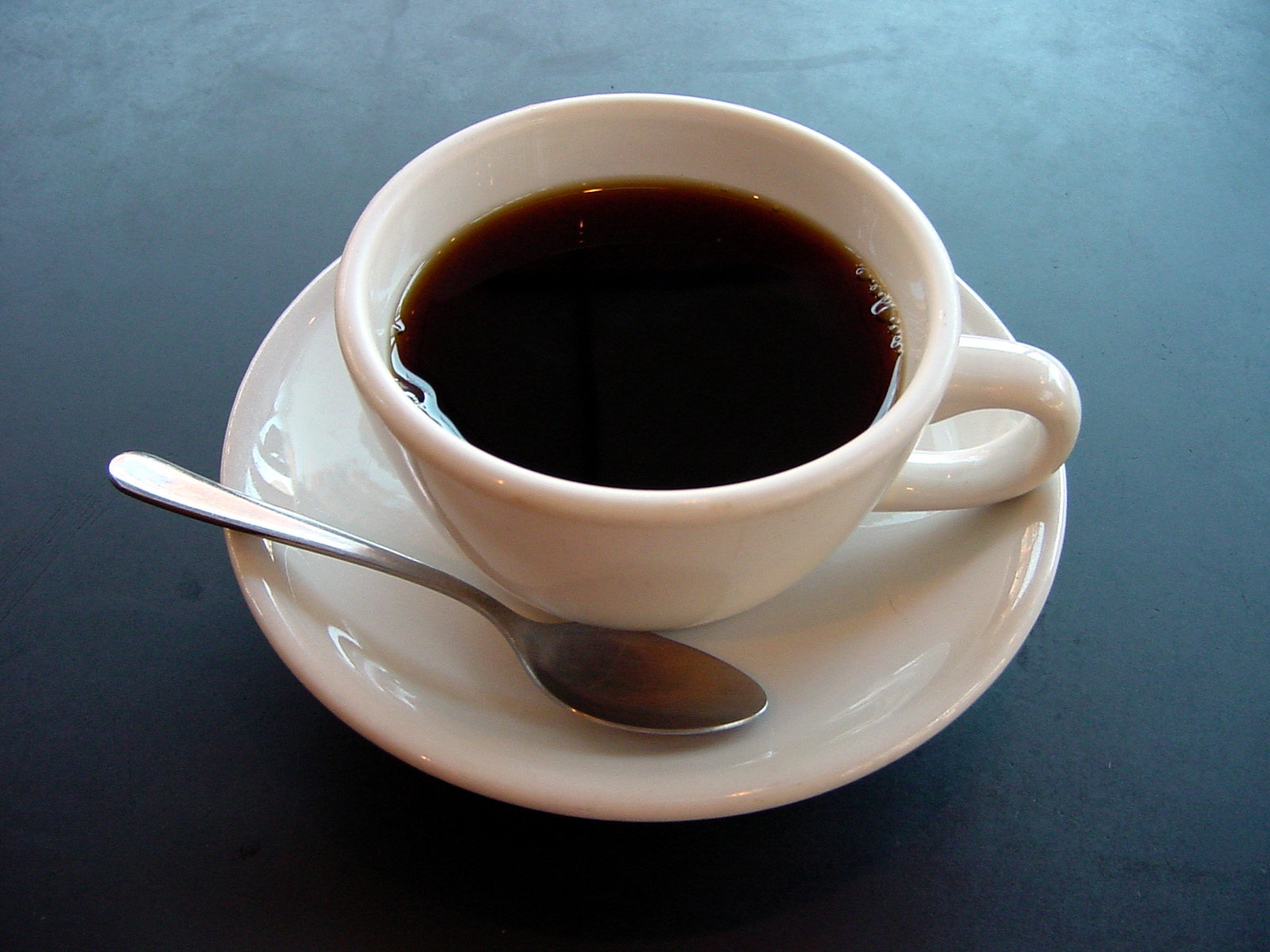

신경정신약물(영어: psychoactive substance 또는 psychoactive drug)은 신체적 그리고 정신적 건강을 보호하기 위해 보건복지부령으로 정하는 것을 의미하며 의존성 등 오남용의 우려가 있는 향정신성의약품(向精神性醫藥品)을 포함한다. 향정신성약물(向精神性藥物), 향정신성물질(向精神性物質)이라고도 한다.

## 신경정신약물
이러한 신경정신약물로는 벤조디아제핀, MAOI, SSRI, 베타 차단제, TCA 등이 있다. 바이오제닉아민과 모노아민처럼 신경전달물질의 생물학적 및 생화학적 작용기전과 매우 밀접한 상호 메카니즘의 안정적인 조절이 우선적으로 고려된다.

한편 향정신성의약품이란 인간의 중추신경계에 작용하는 약물이면서 대한민국에서는 이를 오용하거나 남용할 경우 인체에 심각한 위해가 있다고 인정되는 다음 각 목의 어느 하나에 해당하는 것으로서 대한민국 마약류관리에관한법률시행령으로 정하는 것을 말한다.

## 분류

### 가목
오용하거나 남용할 우려가 심하고 의료용으로 쓰이지 아니하며 안전성이 결여되어 있는 것으로서 이를 오용하거나 남용할 경우 심한 신체적 또는 정신적 의존성을 일으키는 약물 또는 이를 함유하는 물질

### 나목
오용하거나 남용할 우려가 심하고 매우 제한된 의료용으로만 쓰이는 것으로서 이를 오용하거나 남용할 경우 심한 신체적 또는 정신적 의존성을 일으키는 약물 또는 이를 함유하는 물질

### 다목
가목과 나목에 규정된 것보다 오용하거나 남용할 우려가 상대적으로 적고 의료용으로 쓰이는 것으로서 이를 오용하거나 남용할 경우 그리 심하지 아니한 신체적 의존성을 일으키거나 심한 정신적 의존성을 일으키는 약물 또는 이를 함유하는 물질

### 라목
다목에 규정된 것보다 오용하거나 남용할 우려가 상대적으로 적고 의료용으로 쓰이는 것으로서 이를 오용하거나 남용할 경우 다목에 규정된 것보다 신체적 또는 정신적 의존성을 일으킬 우려가 적은 약물 또는 이를 함유하는 물질

### 마목
가목부터 라목까지에 열거된 것을 함유하는 혼합물질 또는 혼합제제(한외마약). 다만, 다른 약물 또는 물질과 미세하게 혼합되어 가목부터 라목까지에 열거된 것으로 다시 제조하거나 제제할 수 없고, 그것에 의하여 신체적 또는 정신적 의존성을 일으키지 아니하는 것으로서 보건복지부령으로 정하는 것은 예외적으로 인정된다.

## 같이 보기
- ICD-10
- WHO 필수 의약품 목록
- 마약